# Toyohiko Kagawa

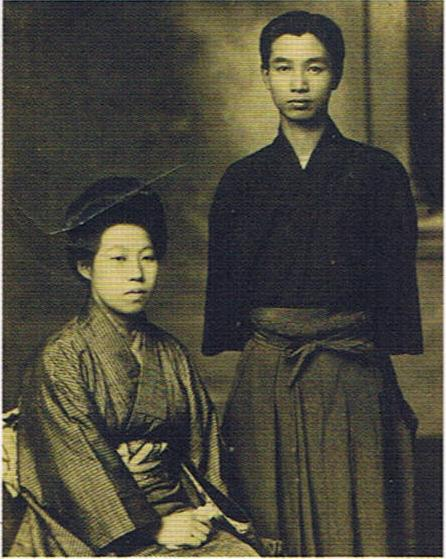
Kagawa met zijn vrouw.

Toyohiko Kagawa (Kobe, 10 juli 1888 – Tokio, 23 april 1960) was een Japanse pacifist van christelijk-protestantse huize. Hij speelde een belangrijke rol binnen de Japanse arbeidersbeweging, de verspreiding van het christendom onder de armen van Japan en op tal van andere terreinen. 

## Levensloop
Kagawa was de zoon van een zakenman en een geisha. Zijn beide ouders overleden toen hij vier jaar oud was. Hij werd naar een kostschool gestuurd waar twee Amerikaanse zendelingen hem in huis namen. Kagawa leerde Engels en bekeerde zich tot het christendom. Dit leidde tot een uitsluiting door zijn naaste familieleden.
De Japanner studeerde aan het Tokyo Presbyterian College en later aan het Kobe Theologisch Seminarie. Kagawa had moeite met de hoeveel tijd die gestoken werd met de techniciteiten van doctrines. Hij geloofde dat het bij een waar christelijk leven juist ging om de waarheid achter die doctrines. Daarbij verwees hij vaak naar het verhaal van de Barmhartige Samaritaan. 
Kagawa werkte vanaf 1909 in de krottenwijken van Kobe. Van 1914 tot 1916 studeerde Kagawa aan de Princeton-universiteit.  Hij wilde onderzoek doen naar de oorzaken van armoede. Naast theologie volgde hij ook vakken over embryologie, anatomie en paleontologie. In 1916 publiceerde hij zijn werk Researches in the Psychology of the Poor, waarin hij aandacht besteedde aan illegale prostitutie en het gebruik dat mensen tegen betalingen beloofden voor een kind te zorgen, waarna het kind vervolgens gedood werd.
Terug in Japan was Kagawa op tal van terreinen actief. Hij sloot zich aan bij de ontluikende Japanse arbeidersbeweging. Voor zijn betrokkenheid bij stakingen werd hij tweemaal gearresteerd. Na de aardbeving in Kanto in 1923 organiseerde hij hulpverlening. Kagawa zette zich ook in voor de invoering van het algemeen kiesrecht, en nadat dat in 1925 was ingevoerd specifiek voor het vrouwenkiesrecht. Die wens werd pas in 1946 gerealiseerd. Ook maakte hij zich hard voor bebossing om erosie tegen te gaan.
Naast al deze activiteiten bleef Kagawa evangeliseren onder de armen van Japan. Ook was hij kritisch op het op expansie gerichte buitenlandse beleid van Japan. In 1940 bood hij zijn excuses aan richting de Republiek China voor de Japanse bezetting van China. Dit leidde tot een nieuwe arrestatie door de Japanse autoriteiten. Na zijn vrijlating reisde hij naar de Verenigde Staten in een poging om een oorlog met Japan te voorkomen. Na de Japanse overgave in augustus 1945 was hij adviseur van de overgangsregering.
Gedurende zijn leven publiceerde Kagawa meer dan honderdvijftig boeken. Hij werd in 1947 genomineerd voor de Nobelprijs voor de Literatuur en in 1954 en 1955 voor de Nobelprijs voor de Vrede.
Kagawa kreeg in maart 1955 last van zijn hart. De laatste jaren van zijn leven had hij een slechte gezondheid en was bedlegerig. Hij overleed op 23 april 1960 in Tokio.

## Postuum
Kagawa werd door Japan onderscheiden met de Orde van de Heilige Schatten. De Episcopale Kerk in de Verenigde Staten en de Presbyteriaanse Kerk in de Verenigde Staten hebben beide een dag op de liturgische kalender aan Kagawa gewijd.

## Publicaties
Hieronder volgt een overzicht van de werken van Kagawa die in het Nederlands zijn gepubliceerd:
- Ga uit de straten!, 1920
- Levensvernieuwing, 1932
- Een tarwekorrel, 1934
- Christus en Japan, 1935
- De doorn in het vleesch, 1937
- Christendom en Sociale Praktijk, 1937
- Schetsen uit het leven in de sloppen, 1943
- Niets hebben en alles bezitten, 1946